# Đồ Phồn

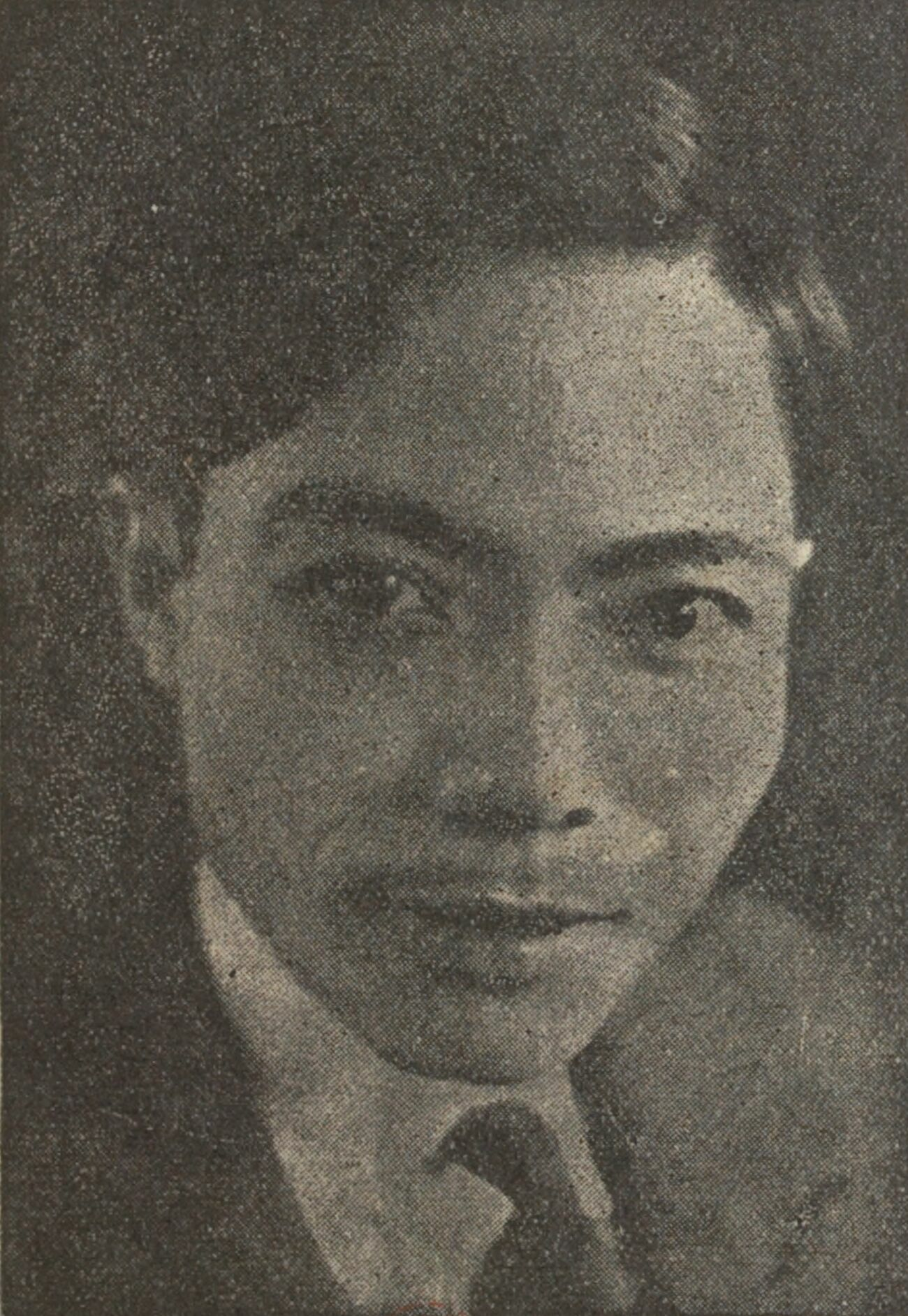
Bùi Huy Phồn

Bùi Huy Phồn (* 16. Dezember 1911 oder 1912 in Phượng Sơn, Provinz Bắc Giang; † 31. Oktober 1990 in Hanoi) war ein vietnamesischer Schriftsteller. Die meisten seiner Werke verfasste er unter dem Künstlernamen Đồ Phồn, daneben verwendete er auch die Pseudonyme Bùi Như Lạc, Cười Suông, Việt Lệ, Ấm Hai, Lý Ba Lẽ und BHP.

## Leben
Bùi Huy Phồn wurde im Norden Vietnams geboren und wuchs im Landkreis Ứng Hòa nahe Hanoi auf. Noch während der französischen Kolonialzeit begann er eine Karriere als Journalist und betätigte sich als satirischer Dichter und Romanschriftsteller. Nach der Unabhängigkeit Nordvietnams arbeitete er in Staats- und Parteidiensten, leitete verschiedene staatliche Verlage und wurde 1957 Führungsmitglied des neugegründeten Schriftstellerverbandes (Hội Nhà văn Việt Nam).

## Werke (Auswahl)
- Lá huyết thư, 1932
- Một chuỗi cười, Roman, 1941
- Phất, 1961
- Trái cam, Kurzgeschichten, 1972 (dt.: Die Apfelsinen, aus dem Russischen übersetzt von Corinna und Gottfried Wojtek)